# Said Ahmad
Said Ahmad oder Saidahmad Husanxoʻjaev (* 10. Juni 1920 in Taschkent, UsSSR; † 5. Dezember 2007, Taschkent, Usbekistan) war ein usbekischer sowjetischer Schriftsteller und Dramatiker. Er war Held Usbekistans, Volksdichter Usbekistans, Verdienter Künstler Usbekistans und Träger des Ordens „Für herausragende Verdienste“ sowie des „Orden der Freundschaft“. Seine Werke veröffentlichte er unter dem literarischen Namen Said Ahmad.

## Leben
Am 10. Juni 1920 wurde er im Stadtteil Samarqand Darvoza von Taschkent geboren. Er studierte eine Zeit lang am Nizami-Pädagogischen Institut und arbeitete 1941 für die Zeitschrift „Mushtum“. In den Jahren 1942–1943 war er beim Republik-Radio beschäftigt, danach trug er von 1943 bis 1947 zur Zeitung „Qizil O'zbekiston“ bei und arbeitete von 1948 bis 1950 für die Zeitschrift „Sharq Yulduzi“. Er wurde auch als "Oʻzbekiston xalq yozuvchisi" anerkannt und erhielt den Staatspreis".

## Werke
Ahmads literarisches Werk umfasst Geschichten wie „Choʻl burguti“, „Lochin“, „Boʻston“, „Toʻyboshi“, „Jimjitlik“, „Turnalar“, „Hayqiriq“, „Alla“, „Muhabbatning tugʻilishi“, „Qorakoʻz Majnun“. In Werken wie „Sobiq“, „Qoplon“, „Oʻrik domla“, „Mening doʻstim Babbaev“, „Muzey“, „Boʻri ovi“, „Xandon pista“ und zahlreichen anderen erforscht er menschliche Schwächen und Feinheiten. Seine Geschichten über das ländliche Leben, darunter „Qadrdon dalalar“ (1949) und „Hukm“ (1958), sowie seine Romane wie die „Ufq“-Trilogie, bestehend aus „Qirq besh kun“, „Hijron kunlari“ (1964) und „Ufq boʻsagʻasida“ (1969), schildern das Schicksal von Einzelpersonen inmitten der Umwälzungen ihrer Zeit. Sein Roman „Jimjitlik“ (1988) porträtiert den inneren Kampf eines einsamen Reisenden, während Werke wie „Sherzod va Gulshod“ (1945), „Kelinlar qoʻzgʻoloni“ (1976) und „Kuyov“ (1986) Einblicke in das Leben von Kindern bieten.

### Werke, die in den Jahren der Unabhängigkeit entstanden sind
Während der Jahre der Unabhängigkeit schuf Ahmad auch lyrische Kurzgeschichten. Seine Sammlungen, darunter „Xandon Pista“ (1994) und „Bir oʻpichning bahosi“ (1995), sowie Bücher wie „Yoʻqotganlarim va topganlarim“ (1998), „Qorako'z Majnun“ (2001) und „Kiprikda qolgan tong“ (2003), wurden veröffentlicht. Zusätzlich wurde ein dreibändiges Werk mit dem Titel „Tanlangan asarlari“ (2000) veröffentlicht. In „Yoʻqotganlarim va topganlarim“ beleuchtete Said Ahmad die literarischen Beiträge verschiedener usbekischer Schriftsteller und Dichter wie Gʻafur Gʻulom, Oybek, Mirtemir, Shayxzoda, Saida Zunnunova und anderen. Seine Geschichten wie „Qorako'z Majnun,“ „Ot bilan suhbat“ und „Azroil oʻtgan yoʻllarda“ sind mit Erinnerungen aus einer turbulenten Ära verwoben. Zu seinen literarischen Werken gehören auch die Werke mit den Titeln „Borsa kelmas darvozasi“, „Taqdir, taqdir...“, „Oftoboyim“, die einen Einblick in das Leben des Schriftstellers, seinen kreativen Weg und seine Vergangenheit geben.
Ahmad wagte sich auch in das Feld des Feuilletons. Im Jahr 1947 wurde er Repressionen ausgesetzt und als Feind des Volkes bezeichnet. Nach Stalins Tod wurde er jedoch rehabilitiert. Seine Komödien „Kelinlar qoʻzgʻoloni“ und „Kuyov“ werden derzeit am Usbekischen Nationalen Akademischen Theater aufgeführt, wobei „Kelinlar qoʻzgʻoloni“ auch in ausländischen Ländern inszeniert wird. Seine Dramen, die auf dem Fundament des Werkes „Ufq“ basieren, trugen zur usbekischen Filmindustrie bei, darunter die Produktion des Films „Muhabbat mojarosi“ (1970) im Filmstudio „Oʻzbekfilm“ und andere.

## Auszeichnungen
- „Oʻzbekiston Qahramoni“ (Held von Usbekistan) (25. August 1999)
- „Buyuk xizmatlari uchun“ (Orden für herausragende Verdienste) (26. August 1997)[16]
- „Doʻstlik ordeni“ (Orden der Freundschaft) (8. Juni 1995)[17]
- „Shuhrat Medal“ („Ruhm“ Medaille) (25. August 1994)[18]
- „Lenin ordeni“ (Leninorden) (25. Februar 1991)[19]
- „Xalqlar doʻstligi ordeni“ (Orden der Völkerfreundschaft) (9. Juni 1980)
- „Hurmat Belgisi“ (Orden des Ehrenzeichens)
- „Mehnatda oʻrnak koʻrsatganlik uchun“ (Medaille für herausragende Arbeit) (18. März 1959)[20]
- „Oʻzbekiston xalq yozuvchisi“ (Volksdichter Usbekistans)
- „Oʻzbekiston Respublikasi san'at arbobi“ (Ausgezeichneter Künstler Usbekistans)